# Adolf Schrörs
Adolf Schrörs (* 12. April 1900 in Wesel; † nach 1946) war ein deutscher Politiker (CDU).
Schrörs war von Beruf Landwirt. Er war Bürgermeister von Steenrade und gehörte 1946 dem ersten Ernannten Landtag von Schleswig-Holstein an.